# حسين أباد (باسخن)
حسین أباد (بالفارسية: حسین‌آباد) هي منطقة سكنية تقع في إيران في فارس. يقدر عدد سكانها بـ 645 نسمة .